# Seznam poslanců Moravského zemského sněmu (1871–1878)
Toto je seznam poslanců Moravského zemského sněmu ve volebním období 1871–1878.
| Jméno                               | Kurie               | Volební obvod                                       | Strana                   | Poznámka                                                                  |
| ----------------------------------- | ------------------- | --------------------------------------------------- | ------------------------ | ------------------------------------------------------------------------- |
| Aresin-Faton Josef Maria            | velkostatkářská     | II. sbor                                            | ústavověrný velkostatek  |                                                                           |
| Auspitz Rudolf                      | měst                | Kyjov, Bučovice, Vyškov, Strážnice                  | ústavák                  |                                                                           |
| Baillou Alfred                      | velkostatkářská     | II. sbor                                            | ústavověrný velkostatek  | zvolen 25. 11. 1873                                                       |
| Bauer Moriz                         | obch. a živn. komor | brněnská komora                                     |                          | zvolen 20. 3. 1876                                                        |
| Bažant z Hegemarku Jan Nepomuk      | měst                | Třebíč, Velké Meziříčí                              |                          | zvolen 1. 10. 1872                                                        |
| Belcredi Egbert                     | velkostatkářská     | I. sbor                                             | konz. velkostatkář       |                                                                           |
| Belrupt-Tissac Jindřich             | velkostatkářská     | II. sbor                                            |                          |                                                                           |
| Benesch August                      | měst                | Kroměříž                                            |                          |                                                                           |
| Berger Jan                          | venkovských obcí    | Uherský Brod, Valašské Klobouky, Vizovice           |                          |                                                                           |
| Bochner Theodor                     | měst                | Brno (IV. okres)                                    |                          |                                                                           |
| Brázda František                    | venkovských obcí    | Moravské Budějovice, Hrotovice, Náměšť              | staročech                | zvolen 22. 11. 1873                                                       |
| Brix Ludwig                         | měst                | Uh. Brod, Vizovice, Val. Klobouky                   |                          |                                                                           |
| Demel Jan Rudolf                    | venkovských obcí    | Olomouc, Prostějov, Plumlov                         | staročech                |                                                                           |
| Dubský z Třebomyslic Adolf          | velkostatkářská     | II. sbor                                            |                          |                                                                           |
| Dubský z Třebomyslic Emanuel        | velkostatkářská     | II. sbor                                            | ústavověrný velkostatkář | zvolen 25. 11. 1873                                                       |
| Dvořák Jindřich                     | venkovských obcí    | Brno, Tišnov, Ivančice                              | mladočech                | zbaven mandátu 1872, znovuzvolen 22. 11. 1873                             |
| Eichhoff von Josef                  | velkostatkářská     | II. sbor                                            | ústavověrný velkostatkář |                                                                           |
| d'Elvert Christian                  | měst                | Brno (II. okr.)                                     |                          |                                                                           |
| Esinger Franz                       | venkovských obcí    | Mikulov, Jaroslavice                                | ústavák                  |                                                                           |
| Fanderlík Josef                     | měst                | Nové Město, Žďár nad Sázavou, …                     | staročech                | 1872 zbaven mandátu, znovuzvolen 24. 11. 1873                             |
| Frendl Karl                         | měst                | Mor. Třebová, Svitavy, Březová                      |                          |                                                                           |
| Fuks Hynek                          | měst                | Holešov, Hulín, Vsetín, …                           |                          |                                                                           |
| z Fürstenberka Bedřich              | virilista           | olomoucký arcibiskup                                | konz. velkostatkář       |                                                                           |
| Fux Johann                          | měst                | Znojmo                                              | pokrokář                 |                                                                           |
| Ganzwohl Josef                      | venkovských obcí    | Uh. Hradiště, Uh. Ostroh, Strážnice                 | staročech                | Roku 1872 zbaven mandátu, znovuzvolen 22. 11. 1873.                       |
| Gillar Wenzel                       | měst                | Příbor, Frankstadt, Místek                          |                          | Volba potvrzena v listopadu 1872. Slib složil 7. 11. 1872.                |
| Gomperz Julius                      | obch. a živn. komor | brněnská komora                                     | pokrokář                 |                                                                           |
| Gromes Anton                        | venkovských obcí    | Mor. Třebová, Svitavy, Jevíčko                      |                          | Zvolen 30. 3. 1875.                                                       |
| Grossmann Josef                     | měst                | Mor. Ostrava, Místek, Brušperk                      |                          |                                                                           |
| Haněl Jan Miloslav                  | měst                | Třebíč, Velké Meziříčí                              |                          |                                                                           |
| Hanisch Ferdinand                   | venkovských obcí    | Mor. Třebová, Svitavy, Jevíčko                      |                          | Rezignoval r. 1875.                                                       |
| Harasovský z Harasova Filip         | velkostatkářská     | II. sbor                                            |                          |                                                                           |
| Haupt z Buchenrode Leopold Alexandr | velkostatkářská     | II. sbor                                            |                          |                                                                           |
| Heidler Ferdinand                   | venkovských obcí    | Dačice, Jemnice                                     | ústavověrný              | zvolen 22. 11. 1873                                                       |
| Helcelet Jan                        | venkovských obcí    | Dačice, Telč, Jemnice                               | staročech                | 28. 11. 1872 zbaven mandátu                                               |
| Hermann Andreas                     | venkovských obcí    | Dvorce, Libavá, Hranice, Lipník                     | ústavověrný              | zvolen 22. 11. 1873                                                       |
| Hesse Karl                          | venkovských obcí    | Šternberk, Rýmařov                                  |                          |                                                                           |
| Holle Jindřich                      | velkostatkářská     | II. sbor                                            | ústavověrný velkostatkář | rezignoval 1873                                                           |
| Hopfen Franz von                    | velkostatkářská     | II. sbor                                            | Strana středu            |                                                                           |
| Hoppe Bedřich                       | měst                | Boskovice, Konice, Tišnov                           |                          | 28. 11. 1872 zbaven mandátu                                               |
| Hoppe Bedřich                       | venkovských obcí    | Nové Město, Bystřice n. P., Žďár nad Sázavou        | staročech                | zvolen 22. 11. 1873                                                       |
| Chlumecký Johann von                | velkostatkářská     | II. sbor                                            | ústavověrný velkostatkář |                                                                           |
| Illek Moritz                        | měst                | Uničov, Rýmařov                                     |                          |                                                                           |
| Janík Vincenc                       | venkovských obcí    | Val. Meziříčí, Rožnov, Vsetín                       | staročech                | zbaven mandátu 1872, znovuzvolen 22. 11. 1873, zemřel 30. 6. 1874         |
| Janků Bartoloměj                    | venkovských obcí    | Hustopeče, Břeclav                                  | mladočech                | zvolen 22. 11. 1873                                                       |
| Jášek Josef                         | venkovských obcí    | Přerov, Kojetín, Kroměříž, Zdounky                  | staročech                | zbaven mandátu 1872, znovuzvolen 22. 11. 1873                             |
| Jenison-Walworth Friedrich          | velkostatkářská     | II. sbor                                            |                          | zvolen 7. 4. 1877                                                         |
| Jestřábek Jan                       | venkovských obcí    | Olomouc                                             | staročech                | zvolen 22. 11. 1873                                                       |
| Kafka Josef                         | měst                | Brno (I. okr.)                                      |                          |                                                                           |
| Kallus Rudolf                       | venkovských obcí    | Mor. Ostrava, Místek, Frenštát                      | staročech                | zbaven mandátu 1872, znovuzvolen 22. 11. 1873                             |
| Kálnoky z Köröspataku Béla          | velkostatkářská     | II. sbor                                            |                          |                                                                           |
| Kaser Johann                        | měst                | Hranice, Potštát, Lipník, Kelč                      |                          |                                                                           |
| Klein von Wiesenberg Franz II.      | velkostatkářská     | II. sbor                                            |                          |                                                                           |
| Kleveta Alois                       | venkovských obcí    | Vyškov, Bučovice, Slavkov                           |                          |                                                                           |
| Klim Adolf                          | měst                | Šternberk                                           |                          | zvolen 24. 11. 1873                                                       |
| Konárovský Josef                    | venkovských obcí    | Jihlava, Vel. Meziříčí, Třebíč                      | staročech                | zbaven mandátu 1872, znovuzvolen 22. 11. 1873.                            |
| Konárovský Josef                    | venkovských obcí    | Jihlava, Telč                                       |                          | zvolen 22. 11. 1873                                                       |
| Königsbrunn Artur                   | velkostatkářská     | I. sbor                                             | konz. velkostatkář       | zbaven mandátu 1872, znovuzvolen 25. 11. 1873                             |
| Konvalín Antonín                    | venkovských obcí    | Znojmo, Vranov nad Dyjí, Mor. Budějovice            |                          |                                                                           |
| Kornyšl Josef Eduard                | venkovských obcí    | Hustopeče, Břeclav, Židlochovice, ...               |                          | zbaven mandátu 1872                                                       |
| Kovářík Tomáš                       | venkovských obcí    | Hranice, Libavá, Lipník                             |                          | zbaven mandátu 1872                                                       |
| Kozánek Jan                         | venkovských obcí    | Kroměříž, Přerov, Kojetín, Zdounky                  | staročech                | zvolen 22. 11. 1873                                                       |
| Kübeck z Kübau Maxmilián            | velkostatkářská     | II. sbor                                            |                          |                                                                           |
| Kusý Wolfgang                       | venkovských obcí    | Vyškov, Bučovice, Slavkov                           | mladočech                | zvolen 22. 11. 1873                                                       |
| Laminet z Arztheimu Josef           | velkostatkářská     | II. sbor                                            |                          | zemřel 21. 10. 1876                                                       |
| Lebwohl Karl                        | měst                | Mikulov                                             |                          |                                                                           |
| Leydolt Anton                       | měst                | Dačice, Telč, Slavonice, Jemnice                    |                          |                                                                           |
| Machanek Ignaz                      | měst                | Dvorce, Libavá, Mor. Beroun, Budišov                |                          |                                                                           |
| Machanek Max                        | obch. a živn. komor | olomoucká komora                                    |                          | 1873 rezignoval                                                           |
| Manner Hugo                         | velkostatkářská     | II. sbor                                            |                          |                                                                           |
| Mazzuchelli Johann                  | velkostatkářská     | II. sbor                                            | ústavověrný velkostatkář | rezignoval 1873                                                           |
| Mezník Antonín                      | venkovských obcí    | Vel. Meziříčí, Třebíč, Jihlava                      | staročech                | zbaven mandátu 1872, znovuzvolen 22. 11. 1873                             |
| Michálek Augustin                   | venkovských obcí    | Uh. Brod, Val. Klobouky, Vizovice                   | ústavověrný              | zvolen 22. 11. 1873                                                       |
| Mikulaschek Karl                    | měst                | Šternberk                                           |                          | rezignoval 1873                                                           |
| Mikyška Alois                       | venkovských obcí    | Val. Meziříčí, Rožnov, Vsetín                       |                          | zvolen 25. 8. 1874                                                        |
| Mildschuh Vilibald                  | venkovských obcí    | Kroměříž, Kojetín, Přerov, Zdounky                  |                          | 1872 zbaven mandátu                                                       |
| Mohrweiser Adam                     | velkostatkářská     | II. sbor                                            |                          |                                                                           |
| Moraw Johann Georg                  | venkovských obcí    | Nový Jičín, Fulnek, Příbor                          |                          |                                                                           |
| Nöttig Karl                         | virilista           | brněnský biskup                                     |                          |                                                                           |
| Oberleithner Eduard                 | venkovských obcí    | Šumperk, Vízenberk, Staré Město                     |                          |                                                                           |
| Oberleithner Karl                   | obch. a živn. komor | olomoucká komora                                    |                          | zvolen 20. 11. 1873                                                       |
| Pelikan Friedrich                   | měst                | Boskovice, Jevíčko, Konice                          | ústavověrný              | zvolen 24. 11. 1873, zemřel 8. 7. 1878                                    |
| Picchioni Angelo                    | velkostatkářská     | II. sbor                                            |                          | zvolen 25. 11. 1873                                                       |
| Pillerstorff Hermann                | velkostatkářská     | II. sbor                                            |                          | zvolen 25. 11. 1873                                                       |
| Poche Adolf                         | velkostatkářská     | II. sbor                                            |                          | rezignoval 1873                                                           |
| Poche-Lettmayer Eugen               | velkostatkářská     | II. sbor                                            | ústavověrný velkostatkář | zvolen 7. 4. 1877                                                         |
| Pražák Alois                        | venkovských obcí    | Boskovice, Blansko, Kunštát                         | staročech                | zbaven mandátu 1872, znovuzvolen 22. 11. 1873                             |
| Promber Adolf                       | měst                | Hodonín, Břeclav, Slavkov, ...                      |                          | zvolen 22. 9. 1876                                                        |
| Proskowetz Emanuel von              | obch. a živn. komor | olomoucká komora                                    |                          |                                                                           |
| Protzkar Johann                     | měst                | Uh. Hradiště, Uh. Ostroh, Bzenec, Veselí            |                          |                                                                           |
| Raška Adolf                         | měst                | Příbor, Fulnek, Frenštát                            |                          | Volba nebyla verifikována, v listopadu 1872 mandát přidělen W. Gillarovi. |
| Ripka Adolf                         | obch. a živn. komor | brněnská komora                                     |                          | Zvolen 4. 11. 1872                                                        |
| Rittler Julius                      | měst                | Mor. Krumlov, Ivančice, Mor. Budějovice, Jaroměřice |                          |                                                                           |
| Rosenbaum František                 | venkovských obcí    | Mor. Budějovice, Hrotovice, Náměšť                  |                          | Zbaven mandátu 1872.                                                      |
| Salm-Reifferscheidt Hugo            | velkostatkářská     | I. sbor                                             | konz. velkostatkář       | Zbaven mandátu 1872, znovuzvolen 25. 11. 1873.                            |
| Seilern-Aspang Karel Maxmilian      | velkostatkářská     | I. sbor                                             |                          | Zvolen 25. 11. 1873                                                       |
| Serényi Alois                       | velkostatkářská     | I. sbor                                             |                          | Zvolen 25. 11. 1873.                                                      |
| Schmidt Anton                       | obch. a živn. komor | olomoucká komora                                    |                          |                                                                           |
| Schneider Ferdinand                 | měst                | Šumperk, Staré Město, Zábřeh                        | pokrokář                 |                                                                           |
| Schrötter Karel Boromejský          | velkostatkářská     | II. sbor                                            | ústavověrný velkostatkář | Zemřel 16. 11. 1872                                                       |
| Schubert Josef                      | venkovských obcí    | Zábřeh, Mohelnice, Štíty                            |                          |                                                                           |
| Skene Alfred I.                     | obch. a živn. komor | brněnská komora                                     |                          |                                                                           |
| Skopalík František                  | venkovských obcí    | Holešov, Bystřice p. H., Napajedla                  | staročech                | zbaven mandátu 1872, znovuzvolen 22. 11. 1873                             |
| Skrbenský z Hříště Filip            | velkostatkářská     | I. sbor                                             |                          | rezignoval 1876                                                           |
| Steinbrecher Bruno                  | měst                | Mohelnice, Loštice, Litovel, Huzová                 |                          |                                                                           |
| Sternbach Ferdinand                 | velkostatkářská     | I. sbor                                             |                          | zbaven mandátu 1872                                                       |
| Stockau Friedrich                   | velkostatkářská     | II. sbor                                            |                          |                                                                           |
| Strass Karl van der                 | měst                | Nový Jičín, Štramberk                               |                          |                                                                           |
| Sturm Eduard                        | měst                | Jihlava                                             |                          |                                                                           |
| Šrom František Alois                | velkostatkářská     | I. sbor                                             |                          | zvolen 5. 11. 1873                                                        |
| Tálský Josef                        | venkovských obcí    | Nové Město, Bystřice n. P., Žďár n. S.              |                          |                                                                           |
| Tersch Emil                         | velkostatkářská     | II. sbor                                            |                          | zvolen 25. 11. 1873                                                       |
| Teuber Josef                        | velkostatkářská     | II. sbor                                            |                          |                                                                           |
| Thonet August                       | měst                | Holešov, Vsetín, Val. Meziříčí, Zlín, ...           |                          | zvolen 24. 11. 1873                                                       |
| Tomanek Johann                      | měst                | Hustopeč, Hodonín, Slavkov, Dolní Kounice           |                          | zemřel 1. 5. 1876                                                         |
| Turetschek Carl Mauritz             | obch. a živn. komor | brněnská komora                                     |                          | Rezignoval v březnu 1876.                                                 |
| Türkheim-Geislern Ludvík            | velkostatkářská     | II. sbor                                            | ústavověrný velkostatkář | 1874 rezignoval, znovuzvolen 16. 9. 1874                                  |
| Ulrich Eduard                       | velkostatkářská     | II. sbor                                            |                          |                                                                           |
| Veith Josef                         | venkovských obcí    | Šumperk, Vízenberk, Staré Město, Štíty              | ústavověrný              | Zvolen 1. 9. 1874.                                                        |
| Vodička František                   | venkovských obcí    | Litovel, Konice, Uničov                             | staročech                | 1872 zbaven mandátu, znovuzvolen 22. 11. 1873                             |
| Vrba Ignát                          | venkovských obcí    | Olomouc, Prostějov, Plumlov                         |                          | 1872 zbaven mandátu                                                       |
| Weber František                     | venkovských obcí    | Kyjov, Hodonín, Ždánice                             | staročech                | 1872 zbaven mandátu, znovuzvolen 22. 11. 1873                             |
| Weeber August                       | měst                | Olomouc                                             |                          |                                                                           |
| Wenzliczke August                   | venkovských obcí    | Brno                                                |                          |                                                                           |
| Widmann Adalbert                    | velkostatkářská     | II. sbor                                            |                          |                                                                           |
| Widmann-Sedlnitzky Victor           | velkostatkářská     | II. sbor                                            |                          |                                                                           |
| Wurm Ignát                          | měst                | Přerov, Kojetín, Tovačov                            |                          | 1872 zbaven mandátu, znovuzvolen 24. 11. 1873.                            |
| Wurm Josef                          | venkovských obcí    | Hustopeče, Břeclav, Židlochovice, Klobouky u B.     | staročech                | 1872 zbaven mandátu, znovuzvolen 22. 11. 1873.                            |
| Zaillner Innocenz                   | venkovských obcí    | moravské enklávy                                    |                          |                                                                           |
| Zajíček Jan                         | měst                | Prostějov                                           |                          |                                                                           |
| Zedník Florián                      | venkovských obcí    | Brno, Tišnov, Ivančice                              |                          | 1872 zbaven mandátu.                                                      |